# Generalstrejken i Indien 2019
Generalstrejken i Indien 2019 var en storstrejk mot den sittande BJP-ledda regeringen och skedde 8-9 januari 2019. Enligt de fackliga centralorganisationer som organiserade storstrejken deltog över 200 miljoner personer, och enligt PJ Radu, kanslisekreterare på centralorganisationen Indian National Trade Union Congress (INTUC), var det en av de största strejkerna i världshistorien.

## Medverkande fackförbund
Bakom storstrejken stod centralorganisationerna Indian National Trade Union Congress (INTUC), All India Trade Union Congress (AITUC), Hind Mazdoor Sabha (HMS), Centre of Indian Trade Unions (CITU), All India United Trade Union Centre (AIUTUC), Trade Union Coordination Committee (TUCC), Self Employed Women’s Association (SEWA), All India Central Council of Trade Unions (AICCTU), Labour Progressive Federation (LPF) och United Trade Union Congress (UTUC). 